# Чемпіонат УРСР з футболу серед КФК 1939
Чемпіонат УРСР з футболу 1939 — футбольний турнір серед колективів фізкультури УРСР. Проходив у 3 зонах, участь у змаганнях брав 21 клуб, звання чемпіона розігрували 11 найсильніших команд, що виступали в першій зоні.

## 1 зона
Матчі відбувалися з 30 серпня до 8 листопада.
Підсумкова таблиця
| М   | Команда                                    | І                | В                | Н                | П                | М                | О                |
| --- | ------------------------------------------ | ---------------- | ---------------- | ---------------- | ---------------- | ---------------- | ---------------- |
| 1.  | «Локомотив заводів» (Запоріжжя)            | 9                | 7                | 2                | 0                | 22:4             | 25               |
| 2.  | «Харчовик» (Одеса)                         | 9                | 6                | 1                | 2                | 19:6             | 22               |
| 3.  | «Локомотив півдня» (Харків)                | 9                | 5                | 2                | 2                | 11:9             | 21               |
| 4.  | «Сталь» (Дніпродзержинськ)                 | 9                | 3                | 3                | 3                | 17:12            | 18               |
| 5.  | «Авангард» з-ду Орджонікідзе (Краматорськ) | 9                | 4                | 1                | 4                | 16:15            | 18               |
| 6.  | «Сталь» (Костянтинівка)                    | 9                | 2                | 4                | 3                | 11:10            | 17               |
| 7.  | «Локомотив півдня» (Дніпропетровськ)       | 9                | 3                | 1                | 5                | 11:28            | 16               |
| 8.  | «Стахановець» (Орджонікідзе)               | 9                | 3                | 0                | 6                | 10:15            | 15               |
| 9.  | «Динамо-2» (Київ)                          | 9                | 2                | 1                | 6                | 10:13            | 14               |
| 10. | «Суднобудівник-2» (Миколаїв)               | 9                | 1                | 3                | 5                | 8:23             | 14               |
| 11. | «Зеніт» (Сталіне)                          | знято зі змагань | знято зі змагань | знято зі змагань | знято зі змагань | знято зі змагань | знято зі змагань |

Примітка: за перемогу — 3 очки, нічию — 2 очки, поразку — 1 очко, неявку — 0 очок.

## 2 зона
Матчі проходили з 30 серпня до жовтня.
Підсумкова таблиця
| М  | Команда                 | І | В | Н | П | М    | О |
| -- | ----------------------- | - | - | - | - | ---- | - |
| 1. | «Авангард» (Горлівка)   | 3 | 2 | 0 | 1 | 12:4 | 7 |
| 2. | «Зеніт» (Ворошиловград) | 3 | 1 | 2 | 0 | 7:6  | 7 |
| 3. | «Стахановець» (Серго)   | 3 | 1 | 1 | 1 | 6:10 | 6 |
| 4. | «Авангард» (Дружківка)  | 3 | 0 | 1 | 2 | 5:10 | 4 |

Матч за перше місце
«Авангард» (Горлівка) — «Зеніт» (Ворошиловград) 2:1
«Спартак» (Кривий Ріг), «Крила Рад» (Запоріжжя), «Спартак» (Дніпропетровськ) та «Сталь» (Ворошиловськ) відмовилися від змагань до їх початку.

## 3 зона
Матчі проходили з 30 серпня до жовтня.
Підсумкова таблиця
| М  | Команда                          | І                | В                | Н                | П                | М                | О                |
| -- | -------------------------------- | ---------------- | ---------------- | ---------------- | ---------------- | ---------------- | ---------------- |
| 1. | «Схід» (Житомир)                 | 4                | 2                | 1                | 1                | 3:2              | 9                |
| 2. | «Спартак» (Полтава)              | 4                | 2                | 1                | 1                | 8:7              | 9                |
| 3. | «Цукровик» (Суми)                | 4                | 2                | 0                | 2                | 11:8             | 8                |
| 4. | «Спартак» (Чернігів)             | 4                | 2                | 0                | 2                | 9:8              | 8                |
| 5. | «Сільмаш» (Кіровоград)           | 4                | 1                | 0                | 3                | 4:10             | 6                |
| 6. | «Динамо» (Кам'янець-Подільський) | знято зі змагань | знято зі змагань | знято зі змагань | знято зі змагань | знято зі змагань | знято зі змагань |

«Динамо» (Вінниця) відмовилося від змагань до їх початку.